# Son Cànaves (Palma)

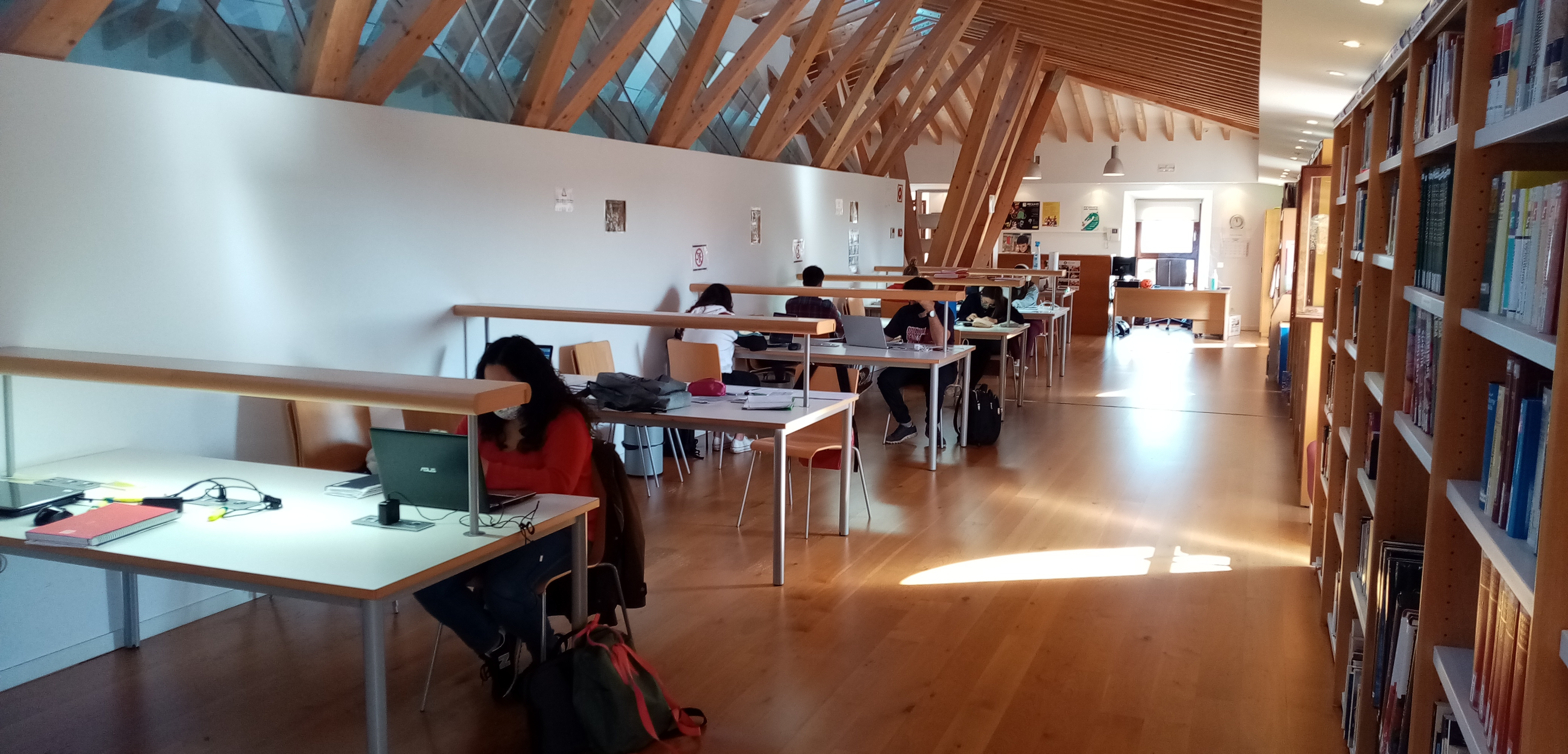
Biblioteca

Son Cànaves és una antiga possessió tradicional mallorquina convertida el 2011 en el casal de barri del Secar de la Real. Es troba al districte Nord de Palma, a prop del monestir de la Real i de l'Hospital Universitari de Son Espases. A la primeria del segle xv era propietat de Pere Cànaves. Després va passar a les famílies Verí, Ferrandell i Salvà. També ha estat anomenada Son Cocoví. Estava situada entre els molins del Dimoni i can Oliver.
El casal de Son Cànaves es troba a la plaça de la Sitja, que pren aquest nom perquè s'hi va produir carbó vegetal de forma tradicional. Aquesta activitat va cessar a mitjans del segle xx. Un periodista del Diario de Mallorca va definir l'entorn de gairebé bucòlic perquè hi creixen xiprers, cactus, figues de moro i altres varietats vegetals.
L'Ajuntament de Palma la va adquirir la possessió la dècada del 2000 i hi va destinar 1,5 milions d'euros en la rehabilitació. Els arquitectes Iciar Basterrechea, Maria José Duch i Francisco Pizà van convertir la possessió en un equipament cultural de 1.309 metres m² repartits en dues plantes i una planta baixa. L'actual edifici de Son Cànaves és de planta rectangular i data del segle xix i està catalogat amb el grau de protecció B. Per aquesta raó se'n van conservar l'estructura i la façana, es van restaurar els jardins i millorar-ne els accessos. De l'exterior, destaquen les columnes de la vella porxada i un coll de font. La rehabilitació es va dur a terme amb retard. Els veïns feia temps que ho reclamaven. El 2010, l'oposició municipal va denunciar «la insalubritat i poca higiene dels seus voltants" i en va responsabilitzar la batlessa del Partit Popular, Catalina Cirer Adrover.
A la planta superior de l'edifici es troba la Biblioteca de Son Cànaves. Va ser inaugurada el 23 d'abril del 2011. La primera encarregada de la biblioteca va ser Roser Bru. Consta de 36 punts de lectura, sala infantil i una secció especialitzada en la cultura popular. Pertany a la Xarxa Municipal de Biblioteques de Palma. El casal també és la seu de l'Associació de Veïnats Secar de la Real, presidida el 2020 per Magdalena Vidal Balaguer. Amb el pas del temps s'ha convertit en el centre cultural i lúdic de referència de la barriada. A l'interior o a l'exterior s'hi celebren tallers, cursos, exposicions, taules rodones, xerrades, jornades de formació, concerts, trobades, mercadets, etc. A la planta baixa hi ha una sala polivalent de 123 m².
El 20 d'octubre del 2018, el casal de Son Cànaves va ser el punt d'arribada de la manifestació que els veïns del Secar de la Real i Establiments feren per denunciar la manca de seguretat viària a del carrer de Joan Mascaró i Fornés i la carretera d'Esporles i més freqüència de pas de l'autobús. Des del balcó del primer pis es va llegir un manifest "Volem voreres ja" dirigit al Consell de Mallorca i a l'Ajuntament de Palma. A la façana es va penjar un gran llaç de color rosa, símbol de la demanda.